# Arquidiócesis de São José do Rio Preto
La arquidiócesis de São José do Rio Preto (en latín: Archidioecesis Sancti Josephi Riopretensis y en portugués: Arquidiocese de São José do Rio Preto) es una circunscripción eclesiástica de la Iglesia católica en Brasil. Se trata de una arquidiócesis latina, sede metropolitana de la provincia eclesiástica de São José do Rio Preto. Desde el 22 de mayo de 2025 su arzobispo es Antônio Emídio Vilar, de la Pía Sociedad de San Francisco de Sales.

## Territorio y organización

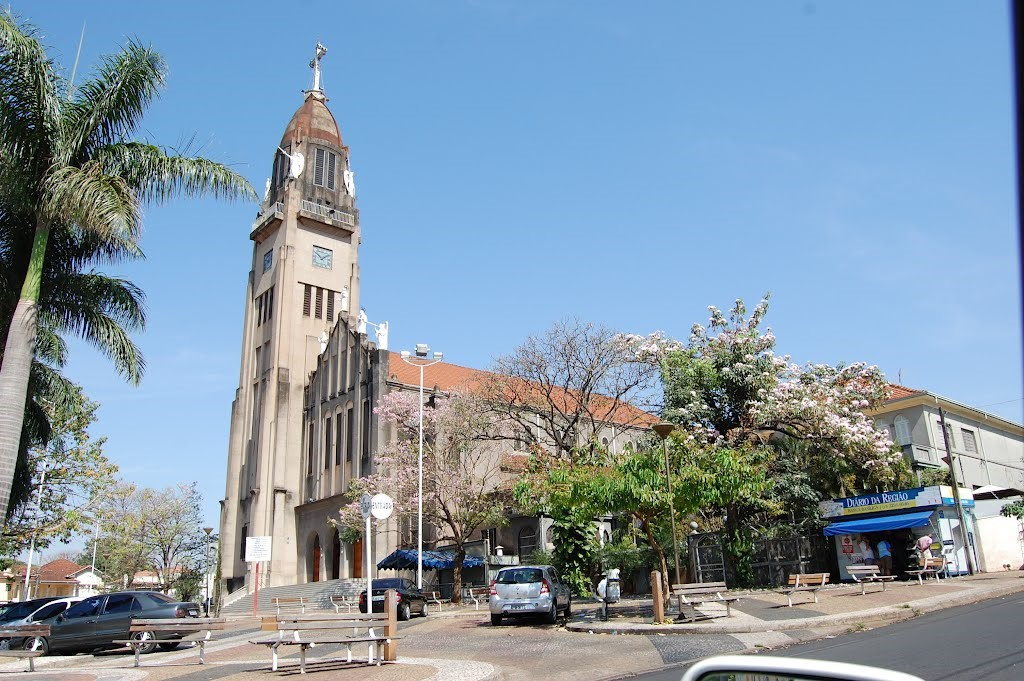
Basílica de Nuestra Señora Aparecida, São José do Rio Preto

La arquidiócesis tiene 7784 km² y extiende su jurisdicción sobre los fieles católicos de rito latino residentes en 45 municipios del estado de São Paulo: São José do Rio Preto, Adolfo, Altair, Bady Bassitt, Bálsamo, Cedral, Guapiaçu, Icém, Ipiguá, Jaci, José Bonifácio, Mendonça, Mirassol, Mirassolândia, Monte Aprazível, Neves Paulista, Nipoã, Nova Aliança, Nova Granada, Onda Verde, Orindiúva, Palestina, Poloni, Potirendaba, Ubarana y Uchoa.
La sede de la arquidiócesis se encuentra en la ciudad de São José do Rio Preto, en donde se halla la Catedral de San José y la basílica menor de Nuestra Señora Aparecida.
La arquidiócesis tiene como sufragáneas a las diócesis de: Barretos, Catanduva, Jales y Votuporanga.
En 2023 en la entonces diócesis existían 71 parroquias agrupadas en 7 regiones pastorales: Sagrado Coração, Catedral, Nossa Senhora do Carmo, São Judas, Beato Padre Mariano Dela Mata, Beata Madre Assunta Marchetti y Senhor Bom Jesus dos Castores.

## Historia
La diócesis de Rio Preto (en latín: dioecesis Riopretensis) fue erigida el 25 de enero de 1929 mediante la bula Sollicitudo omnium del papa Pío XI, obteniendo el territorio de la diócesis de São Carlos do Pinhal (hoy diócesis de São Carlos).
En 1943, durante el episcopado de Lafayette Libânio, se consagró la basílica menor de Nuestra Señora de Aparecida en Rio Preto; al año siguiente se inauguró el seminario menor de la diócesis. El 12 de noviembre de 1947 se inauguró el palacio episcopal.
El 17 de agosto de 1954, con la carta apostólica Beatus profecto, el papa Pío XII proclamó al Inmaculado Corazón de la Santísima Virgen María patrono de la diócesis.
En 1975 se inauguró el seminario mayor Sagrado Corazón de Jesús.
A finales de los años setenta y principios de los ochenta del siglo XX, la antigua catedral fue demolida y en su lugar se construyó una nueva, que aún no ha sido consagrada oficialmente.
El 12 de diciembre de 1959 cedió una porción de su territorio para la erección de la diócesis de Jales mediante la bula Ecclesia sancta del papa Juan XXIII.
El 9 de febrero de 2000 cedió una porción de su territorio para la erección de la diócesis de Catanduva mediante la bula Venerabiles Fratres del papa Juan Pablo II.
El 11 de diciembre de 2002 asumió su nombre actual mediante el decreto Summi Pontificis, tras el cambio del nombre de la ciudad episcopal, que se llamaba São José do Rio Preto desde 1944.
El 20 de julio de 2016 cedió otra parte de su territorio para la erección de la diócesis de Votuporanga mediante la bula Brasiliensium fìdelium del papa Francisco.
Hasta entonces sufragánea de la arquidiócesis de Ribeirão Preto, el 22 de mayo de 2025 fue elevada al rango de arquidiócesis metropolitana por el papa León XIV.

## Estadísticas
Según el Anuario Pontificio 2024 la entonces diócesis tenía a fines de 2023 un total de 586 000 fieles bautizados.
| Año                                                                             | Población            | Población | Población      | Sacerdotes | Sacerdotes    | Sacerdotes    | Bautizados por sacerdote | Diáconos permanentes | Religiosos | Religiosos | Parroquias |
| Año                                                                             | Bautizados católicos | Total     | % de católicos | Total      | Clero secular | Clero regular | Bautizados por sacerdote | Diáconos permanentes | Varones    | Mujeres    | Parroquias |
| ------------------------------------------------------------------------------- | -------------------- | --------- | -------------- | ---------- | ------------- | ------------- | ------------------------ | -------------------- | ---------- | ---------- | ---------- |
| 1948                                                                            | 600 000              | 610 000   | 98.4           | 47         | 27            | 20            | 12 765                   |                      | 24         | 69         | 41         |
| 1966                                                                            | 900 000              | 1 000     | 90.0           | 72         | 28            | 44            | 12 500                   |                      | 50         | 149        | 41         |
| 1970                                                                            | ?                    | 613 886   | ?              | 70         | 27            | 43            | ?                        |                      |            | 149        | 42         |
| 1976                                                                            | 417 000              | 556 900   | 74.9           | 84         | 49            | 35            | 4964                     |                      | 43         | 133        | 53         |
| 1980                                                                            | 499 100              | 659 000   | 75.7           | 71         | 43            | 28            | 7029                     |                      | 35         | 127        | 57         |
| 1990                                                                            | 666 000              | 687 000   | 96.9           | 92         | 69            | 23            | 7239                     |                      | 24         | 101        | 73         |
| 1999                                                                            | 740 000              | 932 600   | 79.3           | 108        | 93            | 15            | 6851                     |                      | 19         | 96         | 83         |
| 2000                                                                            | 682 000              | 858 000   | 79.5           | 106        | 91            | 15            | 6433                     |                      | 19         | 96         | 83         |
| 2001                                                                            | 662 604              | 788 815   | 84.0           | 112        | 87            | 25            | 5916                     |                      | 30         | 89         | 85         |
| 2002                                                                            | 760 081              | 904 816   | 84.0           | 115        | 88            | 27            | 6609                     | 1                    | 39         | 89         | 85         |
| 2003                                                                            | 765 492              | 959 743   | 79.8           | 114        | 88            | 26            | 6714                     | 1                    | 38         | 87         | 89         |
| 2004                                                                            | 637 844              | 850 458   | 75.0           | 119        | 97            | 22            | 5360                     | 1                    | 48         | 76         | 89         |
| 2010                                                                            | 685 000              | 913 000   | 75.0           | 132        | 98            | 34            | 5189                     | 17                   | 77         | 85         | 93         |
| 2012                                                                            | 718 000              | 958 000   | 74.9           | 132        | 110           | 22            | 5439                     | 15                   | 70         | 84         | 94         |
| 2016                                                                            | 561 500              | 748 300   | 75.0           | 118        | 88            | 30            | 4758                     | ?                    | 45         | 83         | 70         |
| 2017                                                                            | 569 590              | 759 083   | 75.0           | 140        | 106           | 34            | 4068                     | 9                    | 45         | 54         | 69         |
| 2020                                                                            | 583 000              | 776 850   | 75.0           | 124        | 101           | 23            | 4701                     | 17                   | 34         | 65         | 69         |
| 2022                                                                            | 586 000              | 781 039   | 75.0           | 129        | 102           | 27            | 4542                     | 16                   | 34         | 66         | 71         |
| 2023                                                                            | 586 000              | 781 039   | 75.0           | 119        | 94            | 25            | 4924                     | 16                   | 31         | 70         | 71         |
| Fuente: Catholic-Hierarchy, que a su vez toma los datos del Anuario Pontificio. |                      |           |                |            |               |               |                          |                      |            |            |            |

## Episcopologio
- Lafayette Libânio † (8 de agosto de 1930-3 de noviembre de 1966 retirado[nota 1])
- José de Aquino Pereira † (6 de mayo de 1968-26 de febrero de 1997 retirado)
- Orani João Tempesta, O.Cist. (26 de febrero de 1997-13 de octubre de 2004 nombrado arzobispo de Belém do Pará)
- Paulo Mendes Peixoto (7 de diciembre de 2005-7 de marzo de 2012 nombrado arzobispo de Uberaba)
- Tomé Ferreira da Silva (26 de septiembre de 2012-18 de agosto de 2021 renunció)[nota 2]
- Antônio Emídio Vilar, S.D.B., desde el 19 de enero de 2022